# Jacek Szlachta
Jacek Szlachta (ur. 1950) – polski ekonomista, profesor zwyczajny, doktor habilitowany nauk ekonomicznych. Pracownik Katedry Rozwoju Regionalnego i Przestrzennego, Kolegium Ekonomiczno-Społecznego Szkoły Głównej Handlowej w Warszawie.

## Życiorys
Tytuł magistra uzyskał w 1972 w Szkole Głównej Planowania i Statystyki. Pracę doktorską Ekonomiczna efektywność lokalizacji przemysłu w gospodarce socjalistycznej napisał pod kierunkiem prof. Stanisława M. Zawadzkiego i obronił w 1976. Pracę habilitacyjną Gospodarka Regionalna w Stanach Zjednoczonych Ameryki Północnej obronił w 1990, a tytuł profesora zwyczajnego otrzymał w 2004.

## Działalność pozanaukowa
- Przewodniczący Rady Polityki Regionalnej Państwa (w latach 2002–2004)
- Członek Naukowej Rady Statystyki GUS (w latach 2014–2017)[2]
- Wiceprzewodniczący Komitetu Przestrzennego Zagospodarowania Kraju PAN (w latach 2015–2018)[3]
- Członek Rady Naukowej Instytutu Geografii i Przestrzennego Zagospodarowania Kraju PAN (w latach 2015–2018)[4]
- Ekspert Komisji Europejskiej w Gruzji

## Publikacje
- Programowanie rozwoju regionalnego w Unii Europejskiej, PWN, Warszawa 1997 i 1999.
- Narodowy Plan Rozwoju Polski na lata 2004–2006 – wybory strategiczne, Gospodarka Narodowa, Warszawa 2003, Nr 7-8, s. 1–17.
- Narodowy Plan Rozwoju Polski na lata 2007–2013, Gospodarka Narodowa, 9/2004, s. 23–37.
- Znaczenie polityki strukturalnej UE dla Polski. W: praca zbiorowa pod red. E. Kaweckiej-Wyrzykowskiej i E. Synowie, Polska w Unii Europejskiej, Tom II, Instytut Koniunktur i Cen Handlu Zagranicznego, Warszawa 2004, s. 53–72.
- Polska ścieżka rozwoju w poszerzonej Unii Europejskiej. W: praca zbiorowa pod red. T. Parteki, J. Szlachty, W. Szydarowskiego, Region Bałtycki w nowej Europie, Biuletyn KPZK PAN nr 217, Warszawa 2005, s. 7–42.
- Benchmarking regionalnej polityki naukowej i innowacyjnej, red. J. Zaleski, J. Szlachta, SGH, Warszawa 2008.
- The System of Evaluation of Structural Funds in Poland. W: Mazur S. red. Evaluation of public Interventions – Regional Perspective, Cracow University of Economics, Crakow 2007.
- Cohesion Policy Facing the Challenges of XXI Century (z J. Zaleskim). W: Reform of Cohesion Policy, Ministerstwo Rozwoju Regionalnego, Warszawa 2008.
- EU and Polish Regional Policy, Journal of Nordregio, Nr 1 March Volume 9, Stockholm 2009[5]